# Formatge d'Oaxaca
El Formatge Oaxaca o formatge de filament, consisteix en un formatge blanc i bla d'origen mexicà. El seu lloc d'origen és l'estat d'Oaxaca, específicament la regió de les valls centrals.
A causa de les seues excel·lents qualitats al fondre el formatge és utilitzat amb freqüència com a base per al formatge flamejat, aperitiu molt popular en restaurants mexicans; consistent en formatge fos i xoriço roig. També és usat en l'elaboració de les quesadilles. En la vall d'Oaxaca s'usa com el complement ideal per a les tlayudes. És un formatge de pasta filada, amb el qual es pot fer brins, i és molt semblant al formatge asadero que s'elabora en la regió de la Villa Ahumada en l'estat de Chihuahua; tots dos s'elaboren amb una barreja de llet fresca i llet àcida i comparteixen com a particularitat el procés de fondre que permet estirar la massa per a així formar tires que s'enrotllen en una bola per al formatge o les truites de dacsa, finament aplanades per al formatge asadero.
S'elabora amb llet de vaca. Si s'elabora amb llet sencera, permet obtenir un formatget de sabor suau, mentre que amb llet descremada s'obté un formatge de sabor fort únicament per als paladars exigents. El procés de producció és molt complicat i implica en ocasions estirar el formatge en llargues tires i després enrotllar-ho per a fer una pilota de fils de formatge. Es poden fer rotllos més menuts de diferent pes.